# Manic Pixie Dream Girl
Manic Pixie Dream Girl е определение за филмов женски персонаж, за пръв път използван от филмовия критик Натан Рабин по отношение на героинята на Кирстен Дънст във филма Елизабеттаун (2005). Той определя този персонаж като „бъбриво, повърхностно същество, съществуващо единствено във фантазиите на сценаристите и помагащо на млади духовити мъже да се изправят срещу света и неговите безкрайни мистерии и приключения“. Този тип характер помага на мъжете да постигнат целите си, без да се замислят за своето щастие и никога не порастват, както и мъжете, които са влюбени в тях.
Manic Pixie Dream Girl е статична героиня, която има ексцентричен характер и силно изразено момичешко поведение. Те привличат силно романтично другия главен герой във филма – обикновено депресиран млад мъж или изпаднал в криза. Като често посочван пример е давана героинята на Натали Портман във филма Garden State (2004). Роджър Ибърт определя героинята и като „напълно достъпна“ и „абсолютно изкусителна“. Като най-ранен пример за такъв характер е посочвана Катрин Хепбърн във филма Bringing Up Baby (1938).
Зоуи Дешанел в 500 мига от любовта също е често определяна като такава героиня, въпреки че филма показва опасностите от идеализирането на жената като специално нещо, без да бъде разглеждана като отделно човешко същество.
Героинята на Кейт Уинслет в Блясъкът на чистия ум (2004) се самоотрича от този тип женски характери, въпреки че външно притежава всички тези качества като заявява на влюбения в нея мъж (Джим Кери): „Прекалено много мъже смятат, че аз съм концепт, че ги допълвам или ще ги направя живи. Но аз съм просто момиче с проблеми, което търси своя душевен мир“.

## Примери
| Героиня           | Изиграна от      | Филм                                      | Дата | Източник             |
| ----------------- | ---------------- | ----------------------------------------- | ---- | -------------------- |
| Сюзан Ванс        | Катрин Хепбърн   | Bringing Up Baby                          | 1938 | [ 6 ]                |
| Джийн Харингтън   | Барбара Стануик  | The Lady Eve                              | 1941 | [ 5 ]                |
| Джери Джефърс     | Клодет Колбер    | The Palm Beach Story                      | 1942 | [ 5 ]                |
| Шугър Ковалчик    | Мерилин Монро    | Някои го предпочитат горещо               | 1959 | [ 5 ]                |
| Патриция Франкини | Джийн Сибърг     | До последен дъх                           | 1960 | [ 7 ]                |
| Холи Голайтло     | Одри Хепбърн     | Закуска в Тифани                          | 1961 | [ 8 ]                |
| Катрин            | Жана Моро        | Жул и Джим                                | 1962 | [ 5 ]                |
| Сара Дийвър       | Санди Денис      | Sweet November                            | 1968 | [ 9 ]                |
| Тони Симънс       | Голди Хоун       | Cactus Flower                             | 1969 | [ 8 ]                |
| Джуди Максуел     | Барбра Страйсънд | Какво става, докторе?                     | 1972 | [ 2 ] [ 6 ]          |
| Джил Танер        | Голди Хоун       | Butterflies Are Free                      | 1972 | [ 8 ]                |
| Бел               | Пейдж О'Хара     | Красавицата и звярът                      | 1991 | [ 7 ]                |
| Фей               | Фей Уон          | Чункин Експрес                            | 1995 | [ 10 ]               |
| Лайла             | Кристина Ричи    | Бъфало '66                                | 1998 | [ 11 ]               |
| Пени Лейн         | Кейт Хъдсън      | Почти известни                            | 2000 | [ 2 ]                |
| Сара Дийвър       | Шарлиз Терон     | Месец любов                               | 2001 | [ 6 ] [ 12 ]         |
| Сам               | Натали Портман   | Garden State                              | 2004 | [ 1 ] [ 2 ]          |
| Клеър Колбърн     | Кирстен Дънст    | Елизабеттаун                              | 2005 | [ 1 ]                |
| Ким               | Рейчъл Билсън    | The Last Kiss                             | 2006 | [ 6 ]                |
| Алисън            | Зоуи Дешанел     | Навитакът                                 | 2008 | [ 13 ]               |
| Самър Фин         | Зоуи Дешанел     | 500 мига от любовта                       | 2009 | [ 14 ] [ 15 ] [ 16 ] |
| Маги Мърдок       | Ан Хатауей       | Любовта е опиат                           | 2010 | [ 17 ]               |
| Пенелопи Локхарт  | Кийра Найтли     | Seeking a Friend for the End of the World | 2012 | [ 18 ]               |